# Mick Collins (Musiker)
Mick Collins (* 1938; † 9. April 2015) war ein britischer Jazztrompeter und Bandleader.
Collins spielte in den 1960er- und 70er-Jahren in Ensembles von Mike Westbrook, der Brotherhood of Breath, Centipede (Septober Energy 1971) und mit den Midnite Follies. In den 1970er-Jahren arbeitete er in London auch mit eigenen Bandprojekten, u. a. mit Stan Sulzmann, Alan Barnes, Guy Barker, Mark Nightingale, Nick Weldon, Chris Laurence und Bryan Spring. Mit seiner 16-köpfigen Bigband, dem Mick Collins Modern Jazz Orchestra, trat er über vierzig Jahre regelmäßig im H. G. Wells Centre in Bromley auf. Der Trompeter ist nicht mit dem gleichnamigen kanadischen Jazzkornettisten zu verwechseln.